# Фолькман, Роберт
Роберт Фридрих Фолькман (6 апреля 1815, Ломмач, Майсен, Саксония — 30 октября 1883, Будапешт, Австро-Венгрия) — немецкий и австрийский композитор и музыкальный педагог.

## Биография
Родился в семье церковного кантора, у которого получил начальное музыкальное образование — обучился игре на органе и фортепиано. В 1832—1833 годах учился в гимназии во Фрайберге, затем в 1833—1835 годах был студентом учительской семинарии, одновременно беря уроки игры на скрипке и виолончели и изучая композицию под руководством музыкального руководителя семинарии Августа Фердинанда Анакера. В 1836 году переехал в Лейпциг, где брал частные уроки композиции у Карла Фердинанда Беккера, кантора местной церкви Святого Николая, и где большое влияние на него оказало знакомство с Робертом Шуманом. С 1839 по 1841 год преподавал вокал в Праге, затем в 1841 году обосновался в Пеште, где до 1844 года зарабатывал частными уроками игры на фортепиано и статьями для музыкальной газеты Allgemeine Wiener Musik-Zeitung. Затем некоторое время занимался свободным творчеством, но в 1848 году был вновь вынужден искать работу и устроился хормейстером и органистом в реформистскую синагогу. Относительную известность получил в 1852 году, когда его фортепианное трио попало в репертуар Франца Листа и Ганса фон Бюлова. С 1854 по 1858 год жил в Вене, затем снова вернулся в Будапешт. В 1857 году издатель Густав Хеккенаст заключил с Фолькманом договор об издании всех его произведений в обмен на регулярный доход независимо от их продаж, что позволило композитору обрести финансовую независимость и сосредоточиться на композиции, пока в начале 1870-х годов издательство Хеккенаста не закрылось; к 1860-м годам он уже пользовался достаточно широкой известностью в Европе. С 1875 года и до конца жизни был преподавателем гармонии и контрапункта в Будапештской консерватории. С начала 1870-х годов в его творчестве наступил некоторый спад.

## Творчество
Первым известным его произведением стал цикл фортепианных пьес «Фантастические картины» (нем. Phantasiebilder; 1839). Писал симфонии, серенады, мессы, религиозные песни и церковные песнопения, ноктюрны, фортепианные и виолончельные концерты, романсы, трио и дуэты («Sonatina»; «Musikalisches Liederbuch»; «Die Tageszeiten»), три марша, мужские хоры и так далее. Сочинил увертюру «Ричард III», положил на музыку несколько рождественских гимнов XII века.